# Amsvartnir
Nella mitologia norrena, l'Amsvartnir è un lago. Esso di fatto, contiene l'isola di Lyngvi, dove gli dei tengono legato il lupo Fenrir. Nella Edda in prosail lago viene attestato solamente nel poema Gylfaginning, scritto nel XIII°secolo da Snorri Sturluson. In questo libro, la figura di High dice a Gangleri (che in realtà non è altro che Re Gylfi mascherato), che gli dei e Fenrir attraversarono l'Amsvartnir per giungere a Lyngvi, dove lì decisero di legare il lupo.
Poiché l'Amsvartnir viene menzionato solamente in Gylfaginning, Rudolf Simek teorizza che Snorri abbia in realtà inventato il luogo.